# Вербень

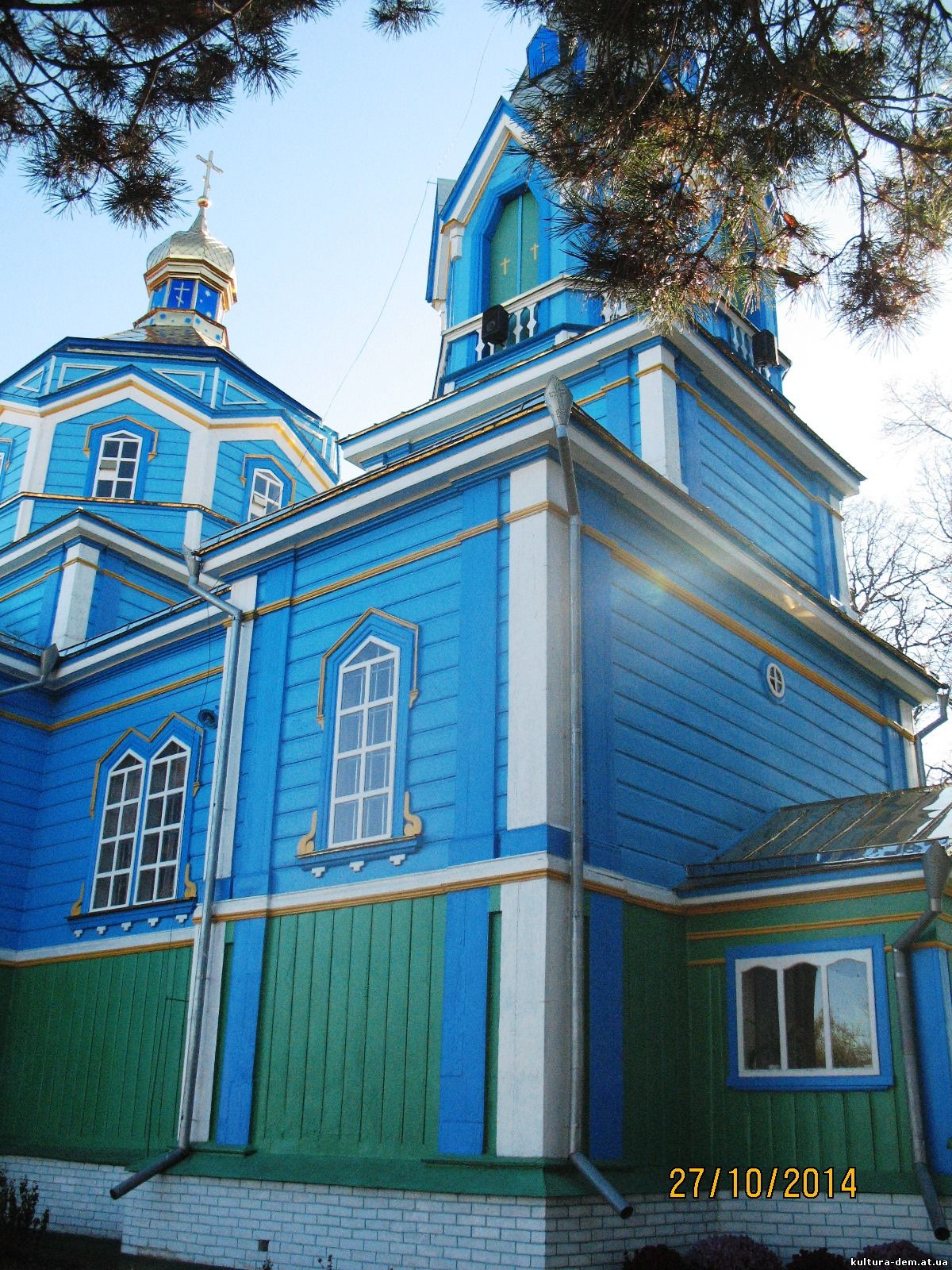
Церква Успіння Богородиці у с. Вербень

Вербе́нь — село в Україні, у Демидівській селищній громаді Дубенського району Рівненської області. Площа — 48,4 км2. Населення — 992 особи (2020 рік). До 2017 року — адміністративний центр Вербенської сільської ради.
Вперше згадується 1563 року. У селі церква Успіння Пресвятої Богородиці (збудована у 1877 р.). Діють дитячий садок, школа, лікарська амбулаторія, поштовий пункт, бібліотека, будинок культури, крамниці і кафе.

## Історія

### Археологічні знахідки
В околицях села знайдено бронзове вістря на спис. Під час земляних робіт в 1939 р. на правому березі р. Стир, на території колишньої цегельні, виявлено ґрунтовий могильник лужицької культури з трупоспаленнями в урнах. Всього на могильнику знайдено п'ять посудин, з них лише одну цілу і одну фрагментовану врятовано. На високому правому березі р. Стир, на відстані близько 2 км на південний захід від села — поселення висоцької і черняхівської культури та сліди давньоруського поселення, виявлені у 1971 р. На південно-західному і західному схилах високого правого берега р. Стир на місці колишньої поміщицької садиби — сліди давньоруського селища, виявлені у 1960 р. В околицях села у 30-х роках знайдено кілька срібних римських денаріїв. На давньоруському курганному могильнику поблизу села наприкінці ХІХ ст. досліджено вісім курганів.

### Перша згадка про село
Село Вербень розташоване в долині річки Стир. Однією з легенд про походження назви села є така: «На Зарічці поселилась одна жінка, яка обсадила свою садибу вербами, а потім поселилося ще сім димов» (Острог свод церковних записей о насельоних пунктах, с. 145) Звідти й пішла назва Вербень це одна з легенд. Це підтвердження знаходимо в архівних документах від 30.10.1963 року.
Назва Вербень могла з'явитися на місцевому однозвучному слові, яким окреслювали великі і густі скупчення верби, верболозу. Можливо, спочатку Вербнем іменували якесь урочище, а потім розбудоване тут поселення. Цікаво, що народне пояснення назви села Вербень пов'язане із словом «вербінь». Розповідають, ніби якось два кріпаки, розправившись з панським осавулом, вночі на прихованому з пожитками човні попливли Стиром на північ шукати схованки. Після шостої ранку утікачі побачили на правому березі густе пасмо верб, окутане непрохідним верболозом. «Ото вербінь, — здивувалися вони — ніби для нас завчасно вготований». В ту ж мить обидва пристали до берега й у самій гущі «вербня» стали жити. Згодом, поріднившись з сусідами містечка Перемилля, утікачі заснували тут село й назвали його, як той верболіз Вербнем.

Вербень на карті 1873 року

Вербень або Вербин згадується в книжці Цинкаловського О. «Стара Волинь і Волинське Полісся» 1914 року. Село над річкою Стиром 42 км від Дубна. В кінці 19 століття було там 136 дом., 954 жит. Церква Успінська з 1877 р.на місці дуже старої. В 1563 р. було власністю королівського маршала кн. Сангушковча Коширського, котрий зоставив свойому слузі Федорові Сачиковичеві (Опис акт. Книги Київ. Центр. Архіву 2037, 2038. В 1601 р. село Вербень було власністю князя Григорія Сангушки Каширського і його жінки Софії Головчинської, котра віддала туринським жидам Абрамові Шмоловичеві і Кчецові Перцовичеві…а при тому і став спустний, і млин на старому ставі (Архів Ю. З. Р. ч. 4, т. І, 284. Велика земельна власність у 1911 р. — 699 дес.) Також у цій книзі є згадка про поміщиків села Вербень Гулєвичів, що в 19 ст. було 36 дом. і 221 жит.
Архівний документ "Скарга на Коротинського, який в с. «Вербине» вчинив побої селянам. Акт за 1664 р. вказує, що на село «Вербню» дано заставне свідчення Саковичу.
А запис 1701 р. відзначає у числі орендного маєтку Брацлавського теж село «Вербинь».
Історичні джерела зберегли дані про палац, який існував тут в першій половині XVIII століття і належав родині Гулевичів. Відомо, що він був одноповерховим і неодноразово перебудовувався. У першій версії палацу було всього десять кімнат, що відповідало потребам його власників на той час. Однак із плином часу будівля стала тісною, і її вирішили розширити й реконструювати. 
Цей палац, хоча й не зберігся до наших днів, мав величну архітектуру. До нашого часу дійшла лише одна його фотографія. ЇЇ опублікував відомий дослідник палаців Роман Афтаназі. На фото можна побачити не головний великий палац, а малий, що стояв поруч.

Великий палац у XIX столітті розбудовували представники родини Сенют-Ляховецьких. Потім у середині ХІХ століття палац із маєтком потрапив до родини Гулевичів. Це сталося внаслідок шлюбу Кароліни Сенюти з Каролем Гулевичем-Воютинським.

Село і околиці в 30-х роках XX ст.

Інтернет-матеріали дають підтвердження тому, що саме в селі Вербень відбувалося форсування річки австрійськими військами 1916 р. До недавнього часу ще зберігалися залишки мостів, які були побудовані під час переправи. Залишки окопів нагадують про війну. На даний час їх ще видно. Вони розташовані вздовж «панського поля» та «панського озера» на окраїні села Вербень і ці окопи з'єднують Вербень і село Пляшева. Так як битва відбувалася у липні, то було доволі спекотно, а вбитих було багато. то староста села вирішив захоронити їх на болоті річки Стир так як холодна проточна вода не дасть так швидко розкладатися трупам та врятує село від трупного запаху. Поховані убієнні навпроти яру. В районі лісів Вербня і Товпижина було знайдено останки 12 солдат 1916 року австро-угорських військ. Їх останки було перезахоронено на кладовищі села Вербень, відправлено панахиду отцем Василієм. Розкопки вели пошуковець Руслан Ярмолюк і експедиція «Союз Народної Пам'яті».
У відповідності з адміністративним поділом Російської імперії цей край на початку ХХ ст. входив до складу Волинської губернії. Територія села Вербень входила до Дубенського повіту.
7 (20) листопада 1917 року, відповідно до Третього Універсалу Української Центральної Ради, увійшло до складу Української Народної Республіки.

### Повоєнний період
У 1973 році населення села становило 1532 особи, 470 дворів.
У Вербні містилась центральна садиба колгоспу «Зоря комунізму». За господарством було закріплено 4106 га землі, у тому числі 2391 га орних угідь. Працювали млин, пилорама, цегельний завод, печі для випалювання вапна.
В 2017 році місцева сільська рада була ліквідована шляхом приєднання до Демидівської селищної ради.
12 червня 2020 року, відповідно до розпорядження Кабінету Міністрів України № 722-р від «Про визначення адміністративних центрів та затвердження територій територіальних громад Рівненської області», увійшло до складу Демидівської селищної громади Демидівського району.
19 липня 2020 року, в результаті адміністративно-територіальної реформи та ліквідації Демидівського району, село увійшло до складу Дубенського району.

## Населення
Згідно з переписом УРСР 1989 року чисельність наявного населення села становила 1158 осіб, з яких 511 чоловіків та 647 жінок.
За переписом населення України 2001 року в селі мешкали 1143 особи.

### Мова
Розподіл населення за рідною мовою за даними перепису 2001 року:
| Мова       | Кількість | Відсоток |
| ---------- | --------- | -------- |
| українська | 1138      | 99.74%   |
| російська  | 2         | 0.17%    |
| польська   | 1         | 0.09%    |
| Усього     | 1141      | 100%     |

## Транспорт
Є регулярне автобусне сполучення з районним та обласним центрами.

## Освіта
Діє дошкільний навчальний заклад «Сонечко», ліцей.

## Культура

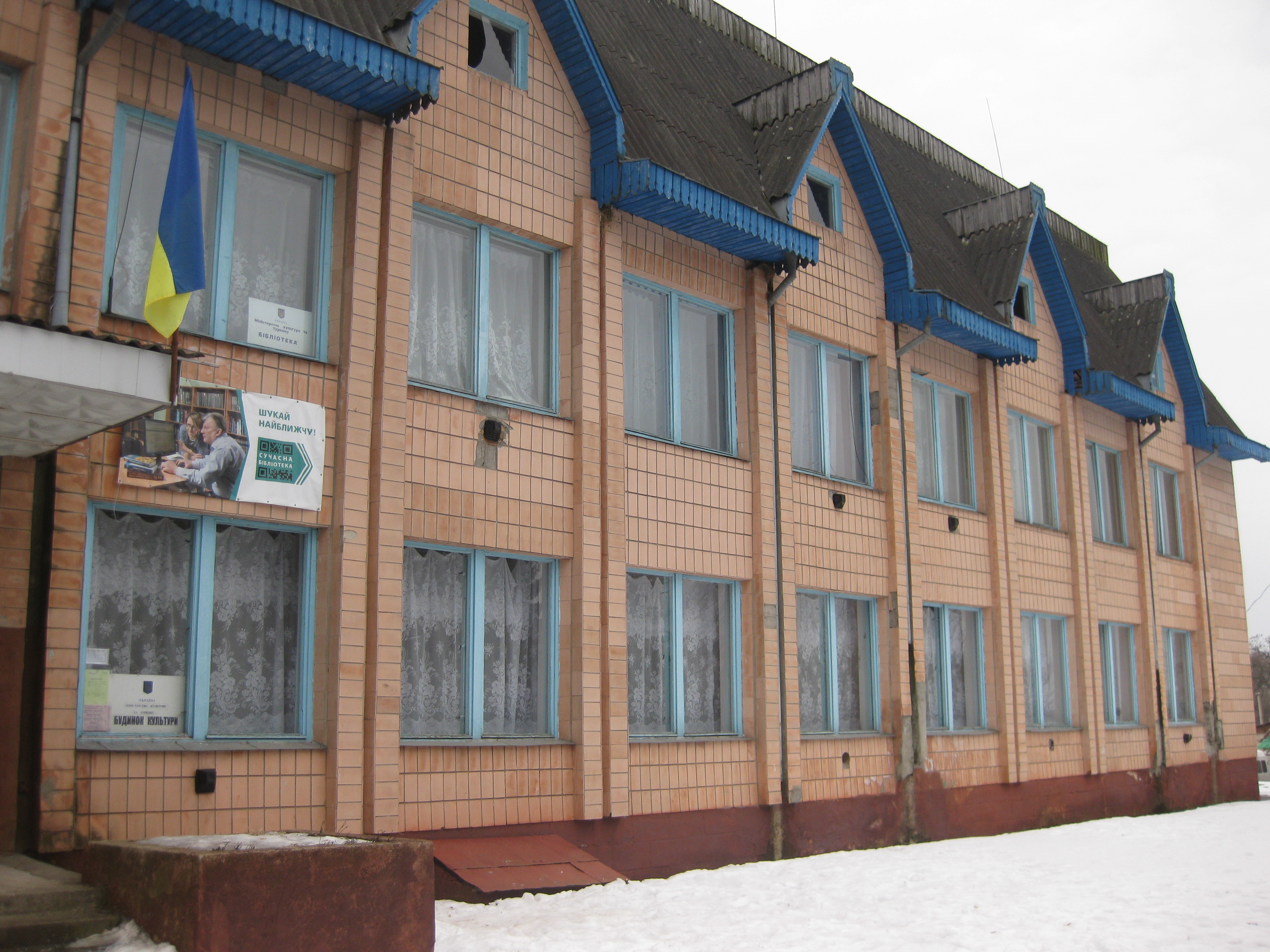
Будинок культури

В селі є Пам'ятник воїнам-односельчанам, які загинули під час Другої світової війни. Працює будинок культури, при якому організовано регулярну діяльність гуртків художньої самодіяльності. В приміщенні школи діє публічно-шкільна бібліотека, на базі якої організовано пункт безоплатного доступу до мережі Інтернет.

## Релігія

### Церква Успіння Пресвятої Богородиці
Церква Успіння Пресвятої Богородиці заснована 1877 року. Освячений у 1880 році 27 серпня в ім'я Успіння Божої Матері зусиллями прихожан цього храму, християн села Вербень. За поданням М. Теодоровича церква Успіня Присвятої Богородиці в Вербні побудована на місці дуже старої. Побудована на кошти прихожан. Дерев'яна з такою ж дзвіницею на кам'яному фундаменті. Копії метричних книг зберігаються з 1746 року. Під церкву виділено 1 дес. 1400 сажнів, землі для обробітку 30 дес. 824 саж. сінокосу 6 дес. 1350 саж. На ту землю «имьется эрекция» дана 30 жовтня 1750 року поміщиками Іваном та Шимоном Петрушевським і Михайлом Рогозенським і оригіналом що зберігається в архіві Волинської духовної Консисторії. Священик і прихід користується землею безперешкодно.
У храмі зберігаються дуже гарні і цінні ікони, а також іконостас, написані майстрами із Санкт-Петербурга. Старші люди запам'ятали лише прізвище, можливо, першого священика — Вовк. Він залишив парафію у 1929 році. На цю ж парафію призначили Андрія Яблонського, який прослужив у цьому храмі 40 років. Довгий час в історії села Вербень дуже мало відомостей було про настоятеля церкви Успіння Пресвятої Богородиці Яблоського Андрія. Допомогла у цьому книга подарована сином Андрія Яблонського — Валентином Андрійовичем Яблонським. (8.12.1930 р.н. село Вербень).
Отець Андрій Яблонський народився у Вишгородку у багатодітній сім'ї: мав два брати і чотири сестри. Два рази на тиждень ходив на уроки Закону Божого до місцевої школи. Розповідають, що він малював ікони, які і сьогодні збереглися на стінах церкви. Після його смерті, до служіння приступив Жибжицький та він довго не затримався. Через чотири роки його змінив Шевчук Анісій, який прослужив 21 рік. А з 4 грудня 1992 року у храмі Успіня Божої Матері розпочав свою службу Василь Іванович Парфанюк.
Впродовж всього функціонування храм ніколи не закривався, хоча були спроби. Спочатку у церкві не було дзвонів. Їх привезли у 1935 р., а під час війни закопали, щоб вберегти від ворогів.
В урочищі, яке у нас називають Крейда, або Вапельня є козацький хрест. Як стверджують старожили, що то могила пушкаря з війська Богдана Хмельницького Мартина Тернового. «…У селі Вербень Терновий дожив до глибокої старості і помер. Поховали його на цвинтарі біля вапнярні…» Про це говориться і в книзі Цимбалюка Є. «Млинівщана: погляд у минуле» 1991 року видання. Старі люди ще пам'ятають той цвинтар. Називають те місце Монастирщеною. Тому, що на тому місці була церква яку спалили монголо-татари, а дехто стверджує, що то хрест залишився на місці престолу від спаленої церкви
У селі зареєстрована релігійна громада Християн віри євангельської.

## Відомі люди
- Ващук Катерина (нар. 1947 р.) — український політик, народний депутат.
- Довгаюк Марія (сценічний псевдонім Domiy) (нар. 2000 р.) — українська співачка, музикантка, авторка і виконавиця власних пісень[15].
- Єфрем (Хом'як) (нар. 3 лютого 1990 року) — єпископ ПЦУ в м. Києві, вікарій Київської єпархії.
- Яблонський Валентин Андрійович (2.12.1930 -29.12.2022) — український учений у галузі ветеринарної медицини. Академік-засновник АН ВШ України (1992), громадський діяч, народний депутат України ІІ скликання, український вчений у галузі освіти, науки, історії, ветеринарної медицини, доктор біологічних наук, професор, заслужений діяч науки та техніки України, член-кореспонденНаціональної академії аграрних наук України, академік Академії наук вищої школи України.
- Сідорчак Василь Михайлович (1989—2025) — військовослужбовець Збройних Сил України, учасник російсько-української війни, старший навідник мінометної батареї. Помер під час лікування[16].